# USC Upstate Spartans
USC Upstate Spartans (en español: Espartanos de USC Upstate) es la denominación de los equipos deportivos de la Universidad de Carolina del Sur Upstate, institución académica ubicada en Spartanburg, Carolina del Sur. Los Spartans participan en las competiciones universitarias organizadas por la NCAA, y forman parte de la Big South Conference desde 2018.

## Apodo y mascota
El apodo de Spartans hace clara referencia a la ciudad en la que se encuentra ubicada la universidad, Spartanburg, situada en el condado del mismo nombre.

## Programa deportivo
Los Spartans compiten en 7 deportes masculinos y en 8 femeninos:
| Masculino: - Baloncesto - Campo a través - Atletismo - Fútbol - Béisbol - Tenis - Golf | Femenino: - Baloncesto - Campo a través - Atletismo - Fútbol - Softball - Tenis - Golf - Voleibol |

## Instalaciones deportivas
- G.B. Hodge Center es el estadio donde disputan sus partidos los equipos de baloncesto y voleibol. Fue inaugurado en 1973 y tiene una capacidad para 800 espectadores.[1]
- Cleveland S. Harley Baseball Park, es el estadio donde disputan sus encuentros el equipo de béisbol. Se inauguró en 2005 y tiene en la actualidad capacidad para 500 espectadores.[2]